# Plantula

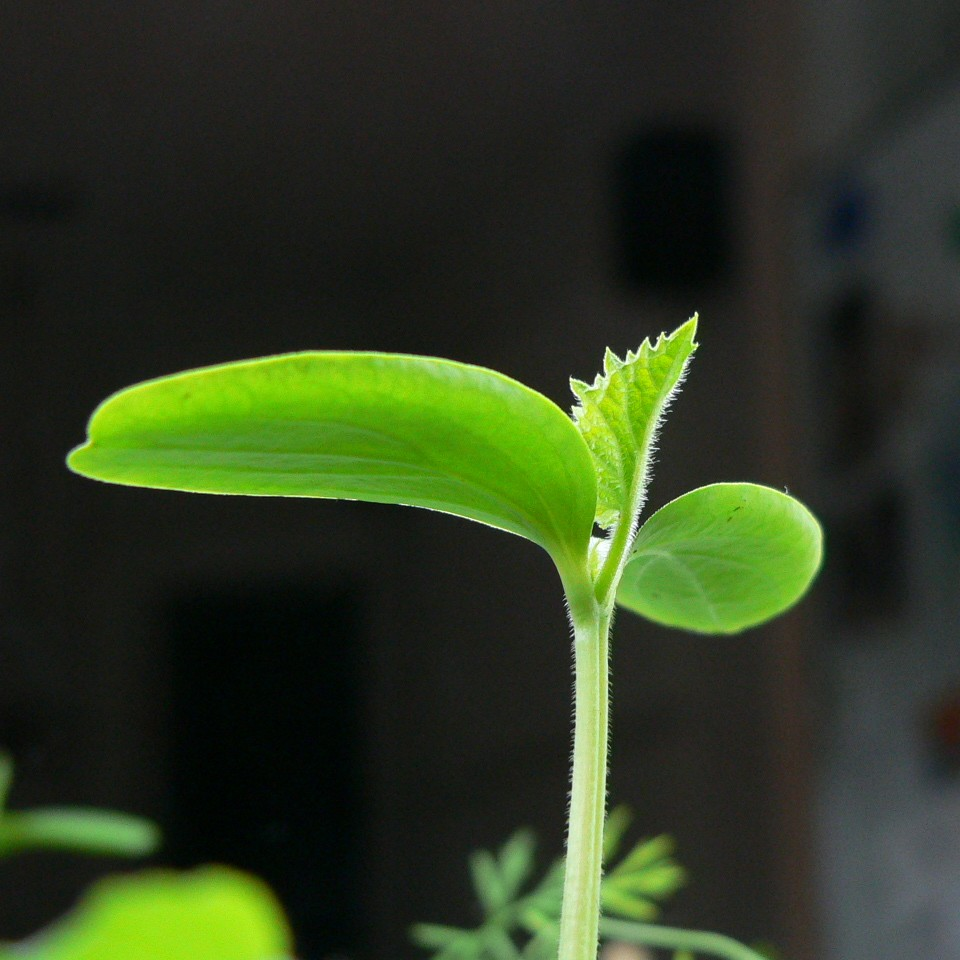
Germoglio di una pianta di cetriolo

In botanica col termine plantula si intende l'aspetto della piantina da poco germinata dal seme. Caratteristiche epigee della plantula sono il sottile stelo che sorregge le cotiledoni (1, 2 o più foglioline embrionali fotosintetiche con funzione trofica e di riserva) e la plumula, ovvero la prima gemma che con la sua attività meristematica veicolerà la crescita della pianta.
Il termine plantula è poco utilizzato nel linguaggio comune fuori da un ambito strettamente botanico, infatti per intendere la piantina appena nata si usa più spesso il termine germoglio. Di per sé l'attribuzione del nome non è errata, ma va precisato che in botanica per germoglio si intende sia la plantula sia qualsiasi prodotto di una gemma, che può essere a seconda dei casi l'abbozzo di un ramo o di un fiore (l'apparato fiorale rappresenta la specializzazione di un ramo per motivi riproduttivi).